# Cmentarz Żołnierzy Armii Radzieckiej w Braniewie
Cmentarz Żołnierzy Armii Radzieckiej w Braniewie – największa w Europie wojenna nekropolia żołnierzy radzieckich poległych lub zmarłych w wyniku ran i chorób odniesionych w czasie II wojny światowej. Położona jest w Braniewie przy ulicy Elbląskiej.

## Operacja wschodniopruska Armii Czerwonej
W systemie obronnym Prus Wschodnich Braniewo było jednym z ważniejszych punktów strategicznych. Miasto i powiat wchodziły w skład tzw. trójkąta lidzbarskiego, ciągnącego się wzdłuż linii prowadzącej do Zalewu Wiślanego. Samo Braniewo, leżące na ważnym szlaku komunikacyjnym łączącym Elbląg z Królewcem, posiadało znaczący garnizon wojskowy, m.in. stacjonowały tu oddziały piechoty i wojska pancerne. Zwycięstwo w zaciętych walkach w okresie styczeń – marzec 1945 wojska radzieckie okupiły znacznymi ofiarami. W samym tylko rejonie Mamonowa – Tolkmicka – Fromborka – Braniewa poległo 20 926 żołnierzy radzieckich.

## Historia cmentarza
Cmentarz powstawał w latach 1945–1957, skrywa prochy 31 237 żołnierzy radzieckich 2 Frontu Białoruskiego oraz 3 Frontu Białoruskiego, którzy polegli w Prusach Wschodnich w II wojnie światowej. Jest to cmentarz, na którym pochowano największą w Europie liczbę żołnierzy armii radzieckich, poległych w zimie 1945 r. na brzegach Zalewu Wiślanego, w Pasłęku, Elblągu, Górowie Iławeckim, Kętrzynie, Barczewie, Reszlu, Nidzicy. Żołnierzy pochowano w 250 zbiorowych mogiłach i 20 indywidualnych. Wśród pochowanych 4054 żołnierzy to osoby o ustalonej tożsamości. Zdarzały się również pochówki żołnierzy w mundurach niemieckich. Większość kwater jest bezimienna.
Ostatnie pogrzeby na cmentarzu miały miejsce:
- 20 lutego 2009 r. na cmentarzu został pochowany radziecki żołnierz, którego szczątki znaleziono na poligonie wojskowym w Braniewie. Pogrzeb odbył się z udziałem dwóch duchownych obrządku prawosławnego[7].
- 27 sierpnia 2021 r. na cmentarzu odbył się pochówek szczątków trzech lotników radzieckich zestrzelonych 4 km na południe od Braniewa 8 marca 1945 r. Wrak wraz ze szczątkami został odnaleziony przez polskich poszukiwaczy wiosną 2020 r.[8]

Co roku, w niedzielę przypadającą w pobliżu 9 maja, odbywają się na cmentarzu uroczystości upamiętniające poległych żołnierzy. W uroczystościach uczestniczą władze polskie i obwodu królewieckiego. Tradycją stał się od 2010 r. zjazd rosyjskich motocyklistów do Braniewa na tę uroczystość, którym przewodzi gubernator obwodu królewieckiego Nikołaj Cukanow. W trakcie wspólnych uroczystości składane są wieńce i odprawione modlitwy ekumeniczne.

## Architektura
Cmentarz zbudowany jest na planie prostokąta; zajmuje 6,5 ha powierzchni. Żołnierzy pochowano w wytyczonych 250 (albo 750 – patrz uwaga a. i przypis) mogiłach zbiorowych, w kształcie jednakowych prostokątów. Mogił indywidualnych jest 20, są one usytuowane obok akcentu centralnego. Mogiły obramowano betonem i każdą z nich oznaczono tablicą z gwiazdą. Budowę cmentarza zakończono w 1968 r. – w tym też czasie wzniesiono akcent plastyczny w formie obelisku z piaskowca, posadowionego na niewielkim podwyższeniu obudowanym kamieniem oraz z wkomponowanymi na narożach dwiema rzeźbami, przedstawiającymi grupę żołnierzy. Przy wejściu na cmentarz umieszczona została tablica zawierająca informację o poległych i miejscach stoczonych bitew. Autorem projektu jest artysta plastyk Bolesław Marszal.

## Dojazd

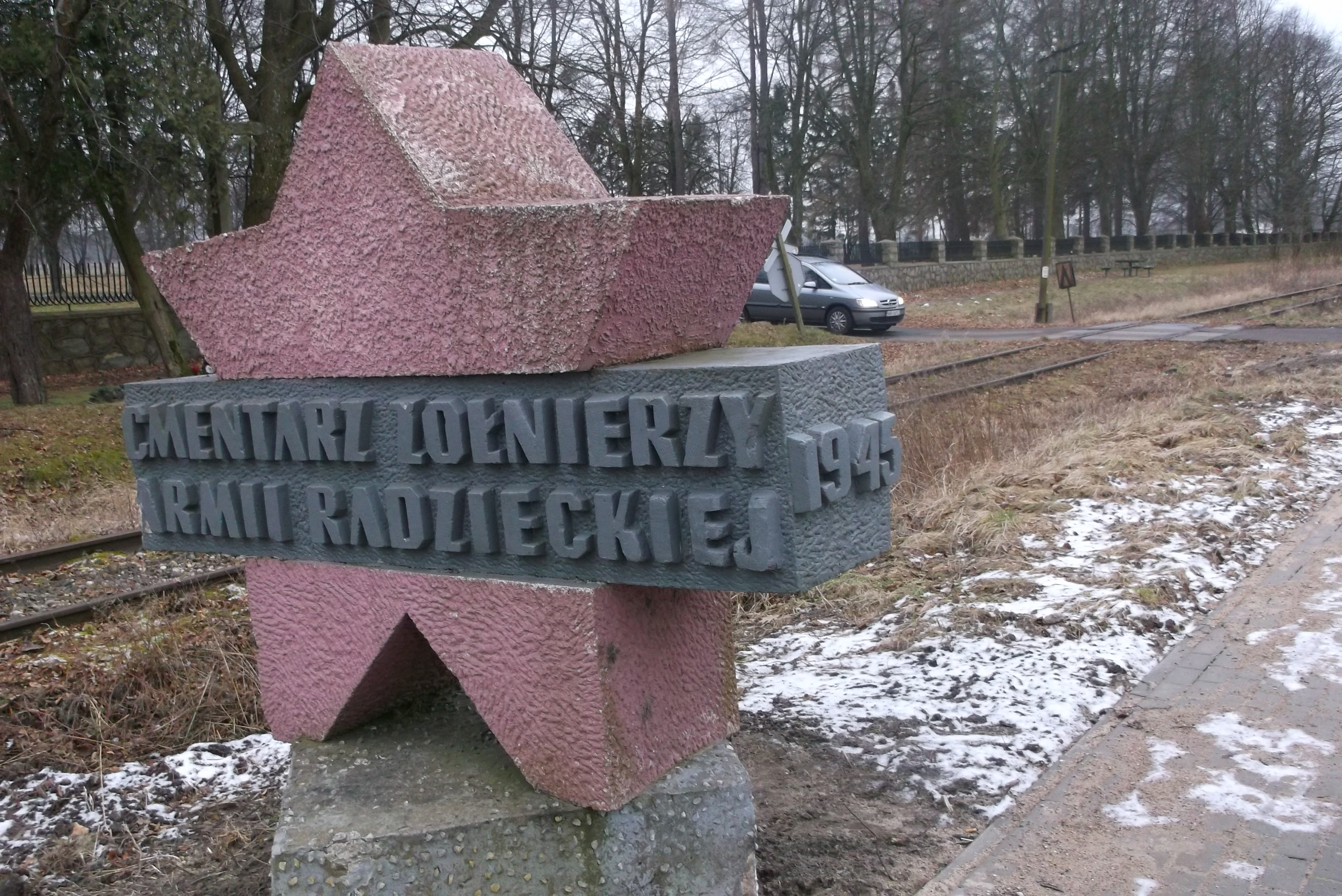
Pomnik przy drodze wojewódzkiej nr 504 Braniewo – Elbląg

Cmentarz znajduje się przy wjeździe do Braniewa, przy ul. Elbląskiej, przy drodze wojewódzkiej nr 504: Elbląg – Frombork – Braniewo.